# Gasstrahlabweiser

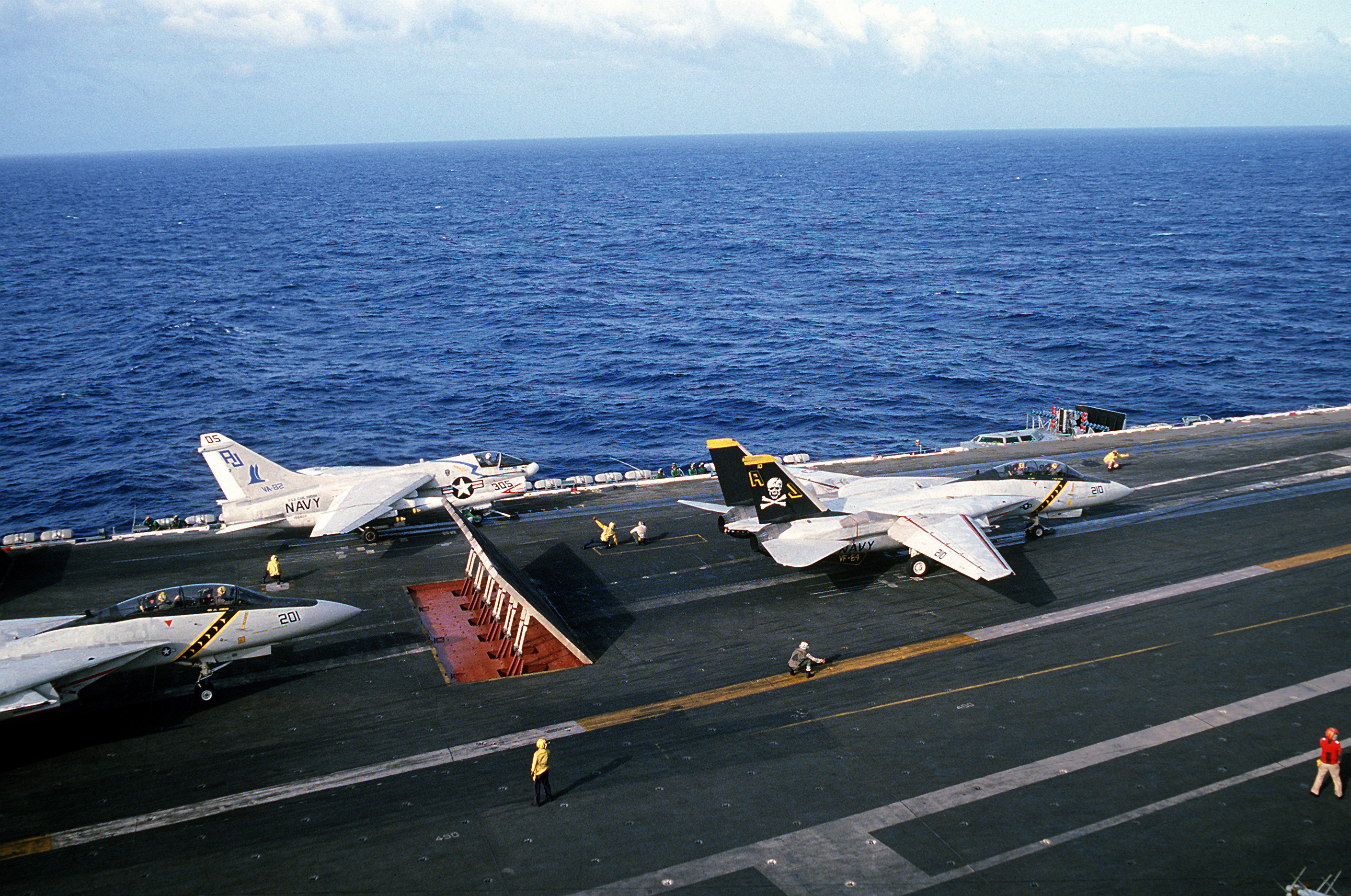
Hochgeklappter Gasstrahlabweiser an Bord der Nimitz, die direkt dahinter für den Start aufgereihte F-14 Tomcat ist vor den Abgasstrahlen des startenden Flugzeugs geschützt

Der aufklappbare Gasstrahlabweiser (Jetblast Deflector, JBD) auf Flugdecks von Flugzeugträgern schützt Besatzungsmitglieder sowie andere auf dem Deck befindliche Flugzeuge vor den heißen Abgasstrahlen startender Maschinen. Die Abweiser sind ca. 20 Meter hinter den jeweiligen Startpositionen der Katapultstrecken angeordnet. Auch bei Starts von Propellerflugzeugen wie beispielsweise der Grumman E-2 Hawkeye oder der Grumman Greyhound wird der Abweiser zum Schutz vor dem starken Luftschraubenstrahl angehoben.
Auf Flugplätzen fest installierte Strahlabweiser werden als Windschutzzäune (englisch blast deflector fence) bezeichnet.

## Funktionsweise
Hinter den Strahlflugzeugen wird, nachdem sie in die Startposition am Katapult gerollt sind, ein rechteckiger Ausschnitt des stählernen Flugdeck-Bodens mittels einer Hydraulik schräg aufgeklappt. Hierdurch werden die Abgasstrahlen, die beim Hochfahren der Triebwerke vor dem Katapultieren entstehen, in einem Winkel von ca. 45° nach oben abgelenkt. Dadurch können unmittelbar hinter dem Abweiser bereits die nächsten Flugzeuge Aufstellung nehmen. Der Abweiser wird gegen die Hitzebelastung mit Seewasser aus der Löschwasserversorgung des Schiffs gekühlt. Die Kühlung verringert auch die Wartezeit für das nächste Flugzeug, da dessen Reifen beim Rollen über die heiße Oberfläche beschädigt würden.